# Bert-Jan Lindeman
Bert-Jan Lindeman (født 16. juni 1989 i Emmen) er en hollandsk cykelrytter, der kører for det professionelle cykelhold Stoppet.
I august 2011 skrev han kontrakt med Pro-Teamholdet Vacansoleil, efter at have været stagiaire og gjorde det så overbevisende at de ville skrive kontrakt med ham.
I Post Danmark Rundt 2011 gjorde han sig kendt for cykelentuaister i Danmark, ved at bære den hvide trøje på tre etaper.
Han er også blevet nr. 4 i Liège-Bastogne-Liège U23.